# Manómetro de Bourdon
El manómetro o tubo de Bourdon (en francés: tube de Bourdon) es un dispositivo para medir la presión, desarrollado y patentado en 1849 por el ingeniero francés Eugène Bourdon. Es la base de muchos tipos de manómetros aneroides.

## Construcción
El tubo de Bourdon, en su forma más simple, consiste en un tubo aplanado que forma una sección circular de aproximadamente 270°. Un extremo del tubo está sellado y libre de sus desplazamientos, el otro extremo está fijado y conectado a la cámara o al conducto en el que la presión debe ser medida.

## Funcionamiento
Cuando la presión a medir aumenta, el tubo tiende a desenrollarse, y cuando disminuye, el tubo tiende a curvarse más. Este movimiento se transmite mediante una conexión mecánica a un sistema de engranajes conectado a una aguja. La aguja se coloca delante de una plantilla que lleva las indicaciones del valor de la presión relativa a la posición de la aguja.